# Brada rugosa
Brada rugosa är en ringmaskart som först beskrevs av Hansen 1882.  Brada rugosa ingår i släktet Brada och familjen Flabelligeridae. Arten har ej påträffats i Sverige. Inga underarter finns listade i Catalogue of Life.